# 자객
자객(刺客)은 암살을 하는 사람, 또는 범죄 조직에서 살해하는 것을 담당하는 자를 뜻한다. 비슷한 말로는 암살자(暗殺者), 어새신(Assassin), 히트맨(Hitman) 등이 있다.
게임등에 자주 쓰이는 소재이기도 하지만 검은 옷을 주로 입는 이들은 인피면구, 가면, 복면 등으로 정체를 숨기곤 한다. 물론 닌자도 이에 해당될 수도 있다. 